# Ueli Müller
Ueli Müller (ur. 3 kwietnia 1952 w Steinmaur) – szwajcarski kolarz przełajowy, dwukrotny medalista mistrzostw świata.

## Kariera
Pierwszy sukces w karierze Ueli Müller osiągnął w 1979 roku, kiedy zdobył brązowy medal w kategorii amatorów podczas przełajowych mistrzostw świata w Saccolongo. W zawodach tych wyprzedzili go jedynie Włoch Vito Di Tano oraz Holender Hennie Stamsnijder. Wynik ten powtórzył na rozgrywanych trzy lata później mistrzostwach świata w Lanarvily, gdzie lepsi byli tylko dwaj reprezentanci Czechosłowacji: Miloš Fišera i Radomír Šimůnek. Müller był też między innymi szósty w tej samej kategorii na mistrzostwach świata w Vera de Bidasoa w 1974 roku. W 1989 roku zakończył karierę.
Jego brat bliźniak, Walter, również był kolarzem.